# Otiodactylus
Otiodactylus is een geslacht van wantsen uit de familie van de Reduviidae (Roofwantsen). Het geslacht werd voor het eerst wetenschappelijk beschreven door Pinto in 1927.

## Soorten
Het genus is monotypisch en bevat alleen de volgende soort:

- Otiodactylus signatus Pinto, 1927